# بوب روس
بوب روس (بالإنجليزية: Bob Ross)، واسمه الكامل روبرت نومان «بوب» روس، من مواليد 29 أكتوبر 1942م، وتوفي بتاريخ 4 يوليو 1995م، رسام أمريكي محترف، عمل في قناة پي بي أس (PBS) الأمريكية وظهر ببرنامج ذا جوي أوف باينتنغ (The Joy of Painting).

## وصلات خارجية
- الموقع الرسمي
- بوب روس على موقع IMDb (الإنجليزية)
- بوب روس على موقع الموسوعة البريطانية (الإنجليزية)
- بوب روس على موقع إن إن دي بي (الإنجليزية)
- بوب روس على موقع ديسكوغز (الإنجليزية)
- بوب روس على موقع قاعدة بيانات الفيلم (الإنجليزية)